# Molly Smitten-Downes
Molly Alice Smitten-Downes, eller blot Molly, er en britisk sangerinde, der repræsenterede Storbritannien med nummeret "Children of the Universe" ved Eurovision Song Contest 2014 i København.

## Biografi
Molly Smitten-Downes er født den 2. april 1987 i Leicestershire, England. Hun begyndte sin musikalske karriere som 15-årig, og hun studerede på Leicester College Access to Music samt på Academy of Contemporary Music i Guildford.
Hun udsendte den 18. december 2011 solo-ep'en Fly Away With Me. I 2012 deltog hun i musikkonkurrencen Live and Unsigned, hvor hun vandt i kategorien Urban/Pop. Året efter vandt hun prisen 'bedste sang' for sit nummer "Lost Generation" ved The Best of British Unsigned Music Awards. Hun har desuden fået en del spilletid for sangen "Strange Alien" efter at have deltaget i tv-programmet BBC Introducing.
Den 3. marts 2014 meddelte BBC, at Molly Smitten-Downes var blevet udvalgt til at repræsentere Storbritannien ved Eurovision Song Contest 2014 i København med sin selvkomponerede sang "Children of the Universe". Ved finalen den 10. maj endte den på en 17. plads med 40 point.